# Orden de la Gloria
Orden de la Gloria (en ruso: Орден Славы) fue una condecoración militar de la Unión Soviética establecida por Decreto del Presídium del Sóviet Supremo de la URRS del 8 de noviembre de 1943. Fue otorgado a soldados y suboficiales del Ejército Rojo, así como a tenientes subalternos de aviación, por su valentía frente al enemigo. Se otorgó solo por méritos personales, no se otorgaron a unidades o formaciones militares.

## Historia
En agosto de 1943, se encargó al Comité Técnico de la Dirección de Intendencia Principal del Ejército Rojo que elaborara un proyecto de orden para su adjudicación a soldados y sargentos, llamado, a propuesta de Stalin, Orden de la Gloria. Nikolái Moskalev creó un boceto del pedido en apenas cinco días, para ello, tomó como modelo el boceto original de la medalla dedicada a la derrota de los alemanes cerca de Moscú, que había diseñado en el otoño de 1941. El boceto final de la Orden de la Gloria, mostraba la torre Spásskaya del Kremlin de Moscú, con una estrella de cinco puntas, esmaltada en rojo, en su parte más alta. El conjunto estaba rodeado por una corona de trigo y una cinta a modo de pergamino, también esmaltado en rojo, en la parte inferior, en el que está la palabra «Slava» (Gloria). Quedaba por decidir cual sería el color de la cinta. Ninguno de los colores propuestos se adaptaba bien, con el premio, de un color plateado claro. Moskalev recordó su juventud, en 1916. Cuando en un camino polvoriento cerca de su localidad natal de Yelets, vio a un viejo soldado que camina por él apoyado en un bastón. Sobre su túnica blanquecina de polvo y sudor, la cruz de San Jorge se balancea sobre una cinta abigarrada. Ya no había ninguna duda de que una cinta negra con rayas naranjas debía aparecer en la nueva orden. Los colores del fuego y la pólvora. Los colores de la Cruz de San Jorge prerrevolucionaria - la condecoración más alta que se concedía a los soldados de la Rusia zarista.
Si bien la abrumadora mayoría de todos los premios de la Orden de la Gloria fueron por valor en combate en la Segunda Guerra Mundial (o la Gran Guerra Patria, como se la conoce en los países de la antigua URSS), existen casos documentados de premios de la clase más baja de la orden, su tercera clase, para distintas operaciones militares soviéticas de la posguerra. Entre ellos se concedieron algunas condecoraciones a soldados soviéticos que habían participaron en operaciones en la guerra de Corea (1950-1953), así como para la intervención militar soviética en Hungría en el otoño de 1956. También se entregó un pequeño número de condecoraciones a soldados soviéticos que participaron en el conflicto fronterizo sino-soviético en 1969.
La Orden de la Gloria desapareció tras el colapso de la Unión Soviética. En 2000, fue sustituida por la Orden de San Jorge, que fue restaurada para servir al mismo propósito que la Orden de la Gloria: premiar la valentía de suboficiales y clase de tropa.

## Estatuto
El estatuto original del decreto de 1943 por el que se estableció la Orden establecía que: «la Orden de la Gloria se otorga a los soldados rasos y sargentos del Ejército Rojo, y a los tenientes subalternos de la aviación, que demostraron gloriosas hazañas de valentía, coraje y audacia en combate por la patria soviética.»
El Decreto del Presídium del Sóviet Supremo de la URSS del 7 de octubre de 1951 modificó los grados para que dijeran: «soldados, cabos y sargentos, así como tenientes subalternos de aviación».
La Orden de la Gloria, se dividía en tres grados distintas. Al igual que la Cruz de San Jorge, inicialmente se recomendaría un soldado para el grado más bajo de la orden; en este caso, su tercera clase. Actos de valor distintos posteriores podrían resultar en que el soldado fuera recomendado para los dos grados restantes de la orden, su segundo y primer grado, que se otorgaban secuencialmente. Los soldados que recibieron cada una de los tres grados de la orden eran consideradoː «Caballero Completo de la Orden de la Gloria» (en ruso: «полный кавалер ордена Славы»). En la sociedad soviética se les concedían los mismos derechos y privilegios que los concedidos al personal que había recibido el título de Héroe de la Unión Soviética. 
En total, 2620 soldados (incluidos cuatro hombres que también recibieron el título de Héroe de la Unión Soviética y cuatro mujeresː Danutė Stanelienė, Nadezhda Zhurkina, Matrena Necheporchukova y Nina Petrova) recibieron la Orden de la Gloria de 1.er grado, 46 473 soldados recibieron la Orden de la Gloria de 2.do grado y 997 815 soldados recibieron la Orden de la Gloria de 3.er  grado.
La legislación actual de la Federación de Rusia confirma a los titulares de pleno derecho de la Orden de la Gloria todos los derechos y beneficios otorgados durante el período soviético.
Cada medalla venía con un certificado de premio, este certificado se presentaba en forma de un pequeño folleto de cartón de 8 cm por 11 cm con el nombre del premio, los datos del destinatario y un sello oficial y una firma en el interior. Por decreto del 5 de febrero de 1951 del Presídium del Sóviet Supremo de la URSS, se estableció que la medalla y su certificado quedarían en manos de la familia tras la muerte del beneficiario.
La Orden de la Gloria se lleva en el lado izquierdo del pecho y, en presencia de otros premios de la URSS, se ubica inmediatamente después de la Orden de la Insignia de Honor. Si se usa en presencia de otras órdenes o medallas de la Federación de Rusia, estas últimas tienen prioridad.

## Descripción
La insignia de la Orden consistía en una estrella de cinco puntas con un disco central: estrella dorada con disco dorado para el primer grado, estrella plateada con un disco dorado para el segundo grado y estrella plateada con disco plateado para el tercer grado. 
En el anverso de la medalla, hay un disco central, con un diseño muy similar al de la Orden de la Victoria, mostraba la torre Spásskaya del Kremlin de Moscú, con una estrella de cinco puntas, esmaltada en rojo, en su parte más alta. El conjunto estaba rodeada por una corona de trigo y una cinta a modo de pergamino, también esmaltado en rojo, en la parte inferior, en el que está la palabra «Slava» (Gloria). El reverso tenía las letras cirílicas «CCCP» (URSS) dentro de un anillo.
La medalla está conectada con un ojal y un anillo a un bloque pentagonal cubierto con una cinta de San Jorge de muaré de seda de 24 mm de ancho. 

## Medallas y cintas
| 1.er grado                     | 2.do grado | 3.er grado | Reverso común |
| ------------------------------ | ---------- | ---------- | ------------- |
|                                |            |            |               |
| Cinta común a todos los grados |            |            |               |
|                                |            |            |               |